# IC 1337
IC 1337 هيَ مجرة تقع ضمن كوكبة الجدي.